# Lithocarpus naiadarum
Lithocarpus naiadarum là một loài thực vật có hoa trong họ Cử. Loài này được (Hance) Chun mô tả khoa học đầu tiên năm 1928.